# Голубевы
Дворянский род Голубевых
Род Голубевых утверждён в дворянском достоинстве 19 августа 1841 года.

## Голубев Фёдор Иванович
Сын деревенского дьякона из Вологодской губернии.
Супруга — Анна Алексеевна, урождённая Венецкая.
Дети: Александр (1832 г. р.), Фёдор (1834 г. р.), Виктор (1842 г. р.).

## Голубев Александр Фёдорович
Александр Фёдорович (1832 г., Нижний Новгород — 1866 г., Сорренто).
Астроном, картограф, путешественник. В 1852 г. окончил Институт инженеров путей сообщения.
Участник экспедиции на Иссык-Куль в 1859—1864 гг.

## Голубев Фёдор Фёдорович
Фёдор Фёдорович (1834—1901 гг.).
Генерал. Во время Русско-Турецкой войны 1877—1878 гг. командовал 6-м гренадерским Таврическим полком, участвовал в сражении при Плевне.
Супруга — Анна Ивановна, урождённая княжна Шаховская (ум. 1921 г.).
Дети: Мария, Ольга, Евгения.

## Голубев Виктор Фёдорович
Виктор Фёдорович (1842 г., Нижний Новгород — 24 февраля 1903 г., Рим).
Инженер, промышленник, благотворитель, коллекционер, действительный статский советник.
Окончил Институт инженеров путей сообщения.
Участвовал в строительстве Московско-Курской, Орловско-Витебской, Балтийской и Уральской Горнозаводской железных дорог.
Совместно с П. И. Губониным в 1873 году стал учредителем «Акционерного общества Брянского рельсопрокатного, железоделательного и механического завода для добывания металлов и минералов, для выплавки чугуна, выделки железа и стали и приготовления из них изделий на продажу» — ныне Брянский машиностроительный завод. Директор акционерного общества «Брянские рельсопрокатные заводы»; председатель правления АО — Тенишев В. Н..
Также им совместно с П. И. Губониным в 1887 году в Екатеринославской губернии основан Александровский (Южно-Российский) металлургический завод Брянского акционерного общества — ныне Днепропетровский металлургический завод им. Г. И. Петровского.
Принимал участие в деятельности государственных учреждений и обществ:
- Общество для содействия русской промышленности и торговли.
- Императорское русское географическое общество.
- Совещательная контора железозаводчиков. Председатель.
- Представитель горнозаводской промышленности в Министерстве земледелия.
- Общество для пособий нуждающимся литераторам и учёным (Литературный фонд).

По его завещанию возведена церковь Покрова Пресвятой Богородицы в Пархомовке (архитектор Покровский В. А., помощник архитектора — Благовещенский П. Д.; художники: Рерих Н. К., Перминов В. Т.; мозаичные работы частной мастерской Фролова В. А.).
Супруга — Анна Петровна, урождённая Лосева (ум. 1930 г.).
Дети: Мария, Лев (1875 г.), Виктор (1878 г.).

## Голубев Лев Викторович
Воспитанник Александровского лицея. Председатель попечительного совета Приюта принца Ольденбургского, камергер. Владелец имения Александровка Славяносербского уезда. После отъезда брата за границу на нём лежали все хлопоты по управлению имением и строительству Покровской церкви в Пархомовке. Состоял в переписке с М. К. Тенишевой.

## Голубев Виктор Викторович
Виктор Викторович (30 января / 11 февраля 1878 г., С.-Петербург — 19 апреля 1945 г., Ханой).
Окончил Гейдельбергский университет в 1904 г.
Учёный-востоковед, исследователь Индокитая. Коллекционер, благотворитель.
Совершил экспедиции в Египет и Судан (1909 г.), в Индию (1910—1911 гг.)
Владелец имения Пархомовка в Киевской губернии, унаследовал его по смерти отца (с 1905 г. имением по его просьбе управлял брат Лев Викторович). Строитель Храма Покрова Пресвятой Богородицы в Пархомовке.
Супруга — Наталья Васильевна, урождённая Кросс (1879—1941? гг.).
Дети: Виктор, Иван (1906—1942 гг.)

## Описание герба
В зелёном щите вертикально золотой ключ бородкой вниз. Над ним серебряная шестиконечная звезда. Над щитом дворянский коронованный шлем. Нашлемник — три страусовых пера: среднее зелёное, правое золотое, левое — серебряное. Намет справа зелёный с золотом, слева зелёный с серебром.
Герб Голубевых (потомства статского советника Федора Иванова Голубева) внесен в Часть 20 Общего гербовника дворянских родов Всероссийской империи, стр. 52.

## Художественное собрание Голубевых

### Картины
- Веласкес Д. «Портрет кардинала»
- Маковский К. «Базар в Каире», «Караван в пустыне», «Мавр».
- Боголюбов А. П. «Венеция. Вид на Лугано», «Набережная в Марселе».
- Брюллов К. «Крыльцо венецианского дворца с подъезжающей гондолой».
- Верещагин В. В. «Станция Подволочная», «Вид на реку Чусовую».
- Мурильо. «Мальчик с растрёпанными волосами».
- Гардель. «Старушка в чёрных очках над раскрытой книгой».

Небольшие работы Рубенса П., Васнецова В. М., Репина И. Е., Толстого Ф., Соколова П. П. и других художников.

## Имения семейства Голубевых

### Пархомовка

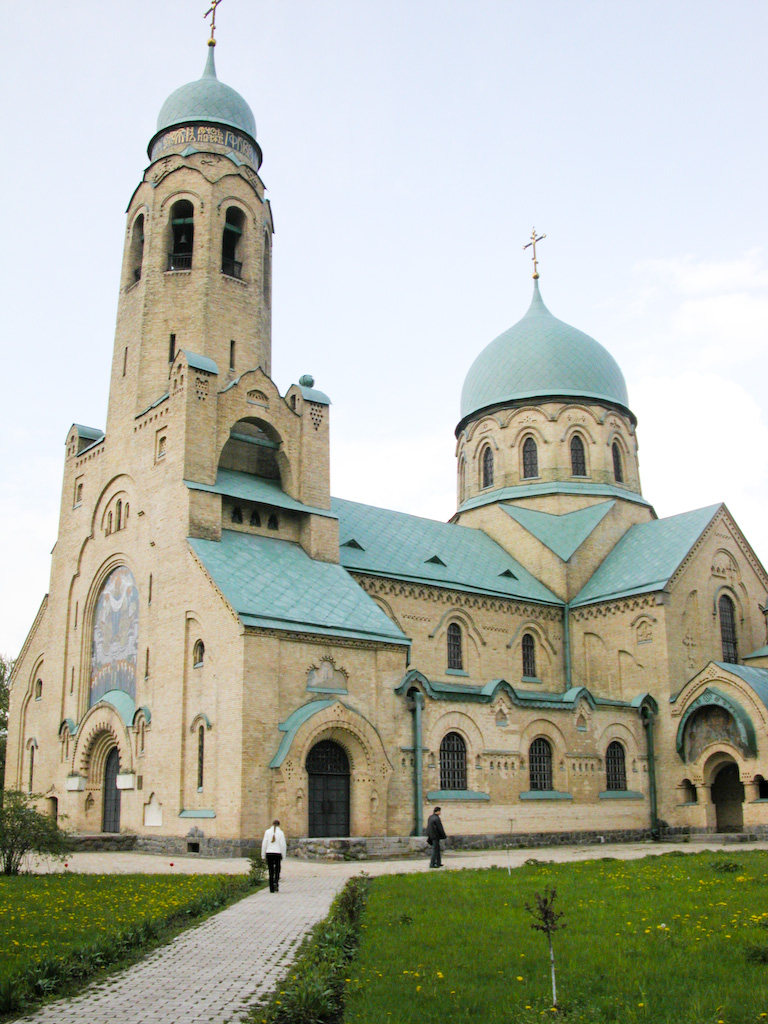
Храм Покрова Богородицы. Пархомовка
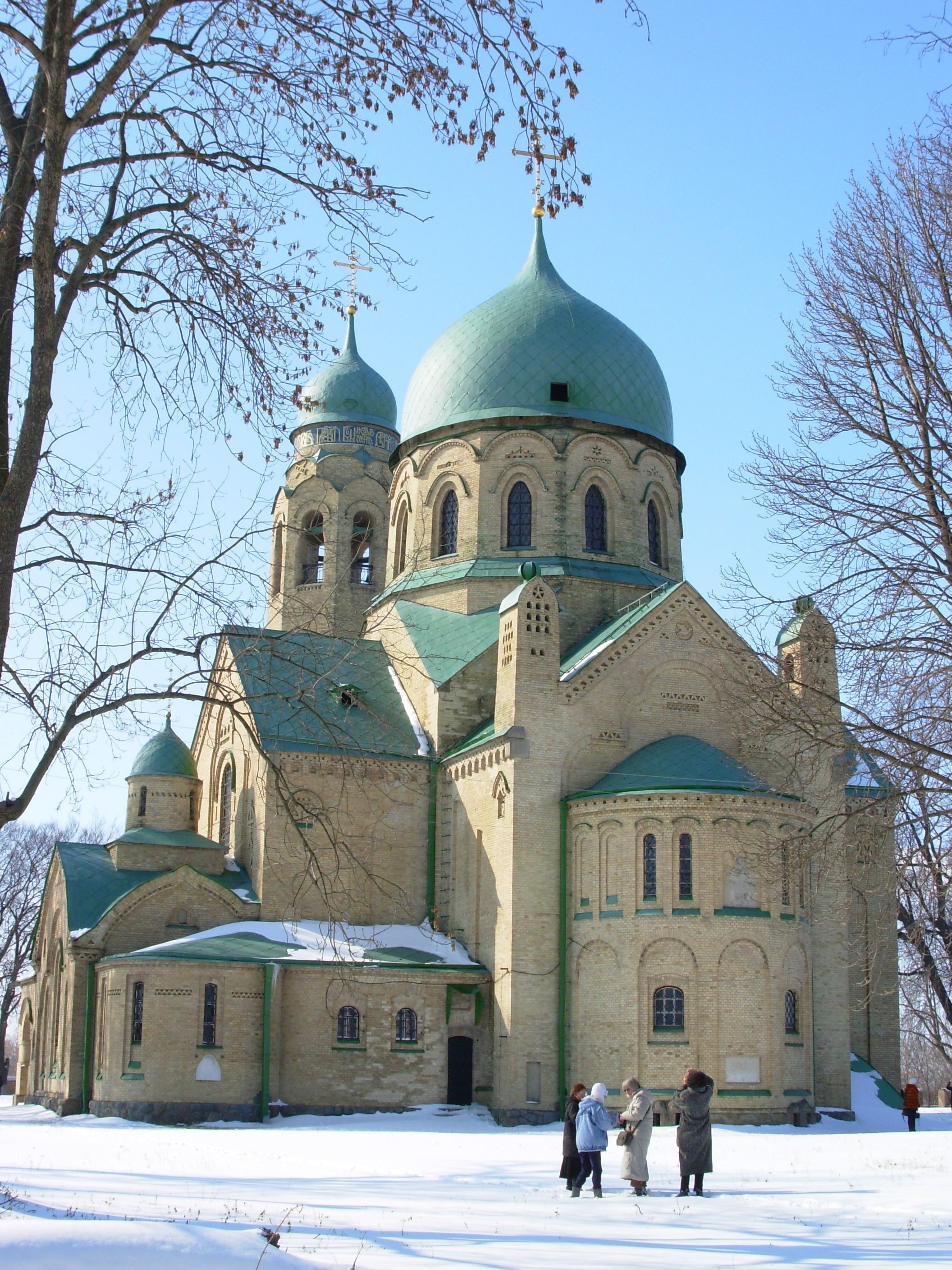
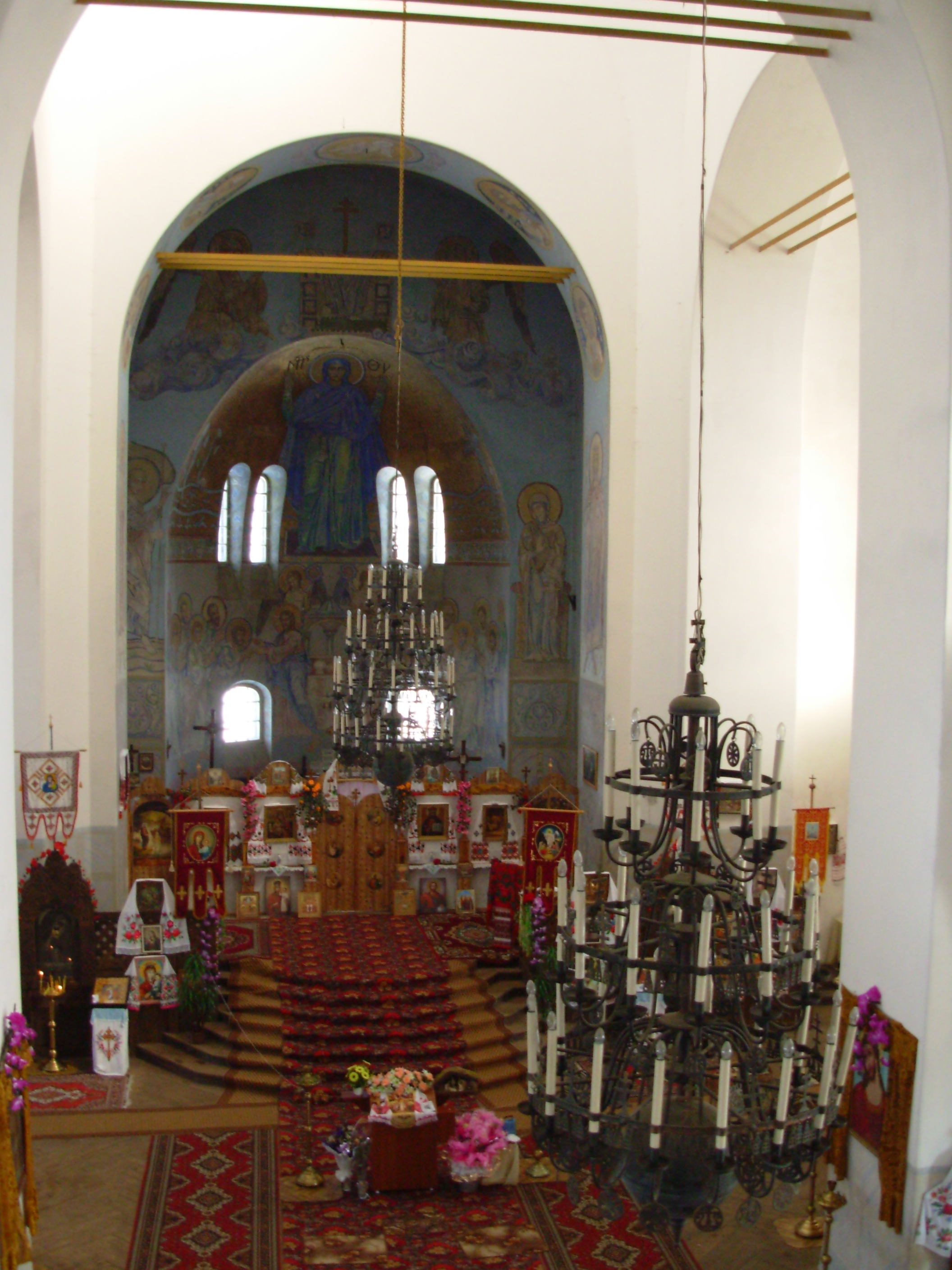
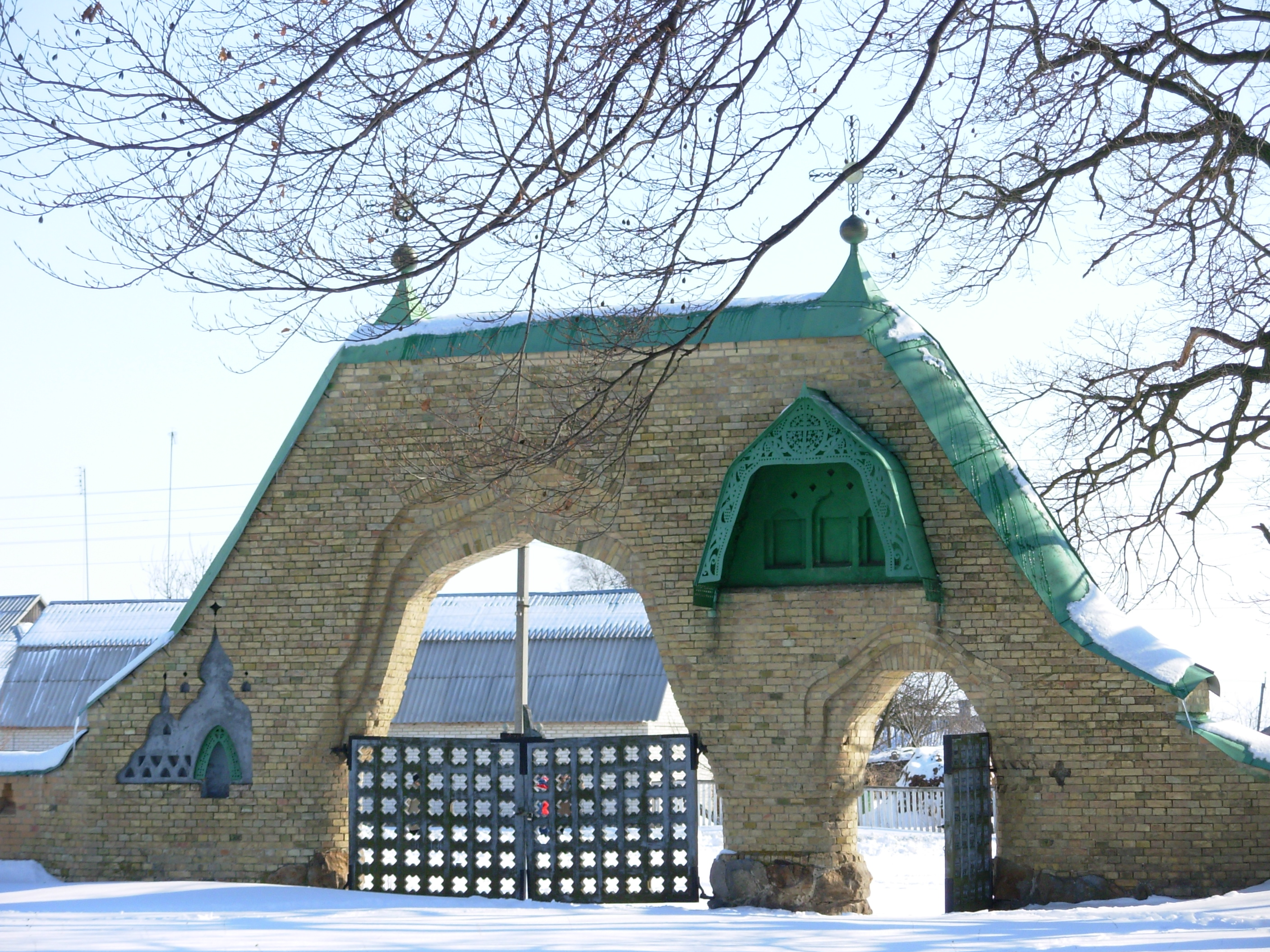
Ворота. Вид со двора

Сквирский уезд (ныне Володарский район) Киевской губернии. Управляющий имением Воблиев.
На средства Голубевых построены и содержались:
Церковь Покрова Пресвятой Богородицы с приделом Св. Виктора (освящена в 1907 г.). Дом священника храма.
Школы для девочек и мальчиков (сельскохозяйственная).
Больница с амбулаторией и акушерским отделением.
Читальня. Чайная.
Из письма священника Ящуржинского В. К. Голубеву Л. В. от 9 января 1905 года:
«Дорогой Лев Викторович! Спешу написать Вам несколько слов под свежим впечатлением. Сегодня первый раз играли на присланном Вами граммофоне в Чайной. Граммофон великолепный, пластинки подобраны очень удачно. После краткой беседы с крестьянами в Чайной, — началась игра на граммофоне. Все слушатели, а их была „полная чайная“, были в восторге и просили меня передать Вам большую благодарность».

### Имение «Аше»
Дача Голубева — Туапсинский округ Черноморской губернии (ж.д. станция «Лазаревская»).
В совместном владении братьев Л. В. и В. В. Голубевых.

### Имение Александровка
Село Александровское Славяносербского уезда Екатеринославской губернии (ныне Луганской области).

## Память

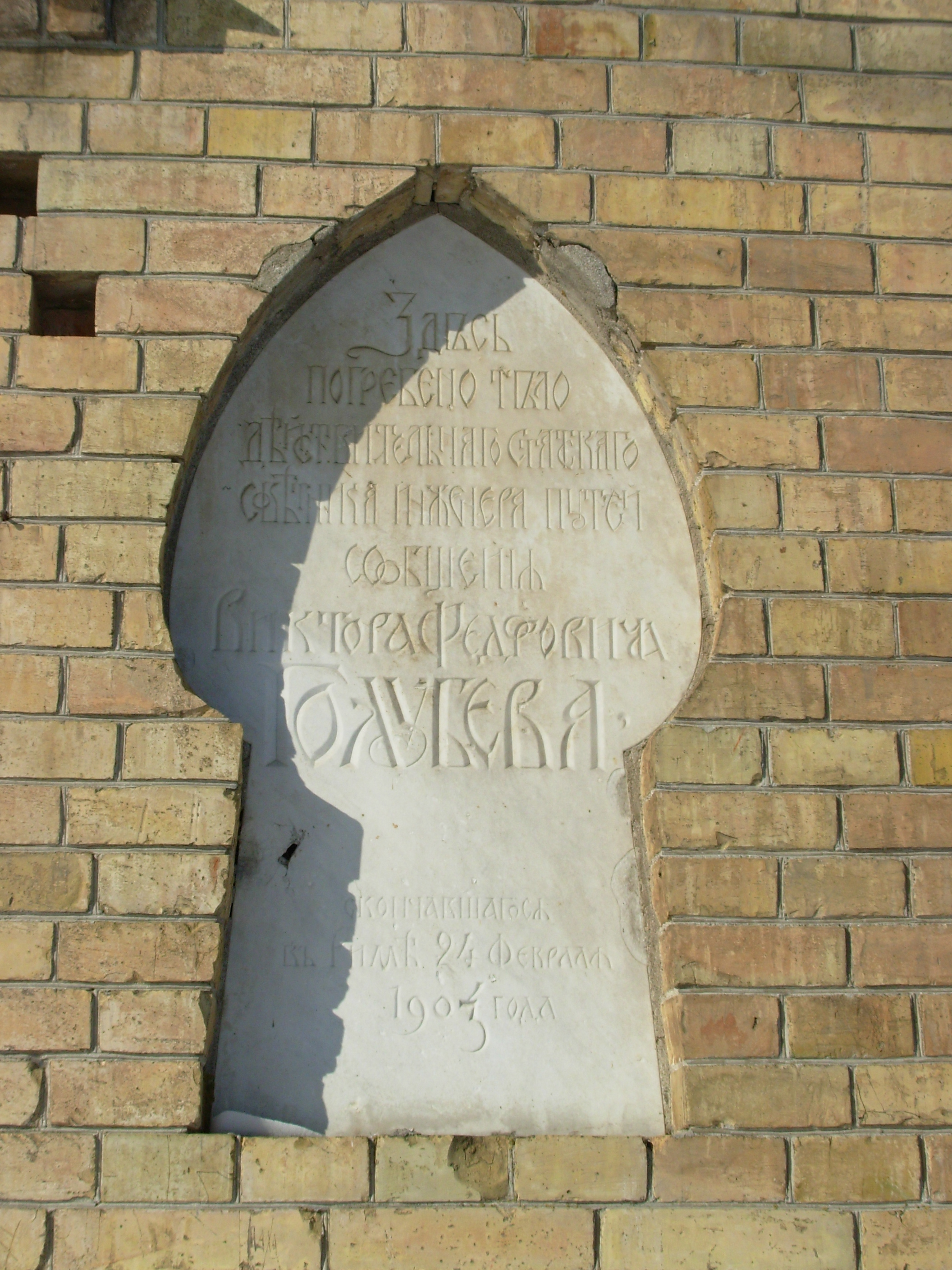

- Памятник В. Ф. Голубеву в с. Пархомовка неподалёку от храма Покрова Богородицы (1993 г.)
- Именная стипендия В. Ф. Голубева в Институте путей сообщения
- Станица Голубевская в Семиречье. В память об исследователе Александре Фёдоровиче Голубеве.
- Дом писателей имени В. Ф. Голубева — на Карповке в С.-Петербурге.